# Tensei Shitara Slime Datta Ken: Guren no Kizuna-hen
Tensei Shitara Slime Datta Ken: Guren no Kizuna-hen (劇場版 転生したらスライムだった件 紅蓮の絆編 That Time I Got Reincarnated as a Slime La Película - El vínculo escarlata?) es una película animada japonesa de 2022 basada en la serie de novelas ligeras Tensei Shitara Slime Datta Ken de Fuse. Fue producida por 8-Bit y distribuida por Bandai Namco Filmworks, la película está dirigida por Yasuhito Kikuchi a partir de un guion escrito por Kazuyuki Fudeyasu, quien adaptó una historia original redactada por Fuse. Ambientada después de la segunda temporada de la adaptación de la serie de televisión de anime, la película sigue a Hiiro, otro miembro superviviente de Ogre Village, y Towa, la reina de un pequeño país ubicado al oeste de la Jura Tempest Federation.
Las conversaciones para una versión cinematográfica de anime de la serie de novelas ligeras comenzaron en 2019 y se le pidió a Fuse que escribiera un borrador a principios de 2020. La producción comenzó a finales de 2020 y la película se reveló al público en septiembre de 2021. El elenco retoma sus papeles. para la película se anunciaron en marzo de 2022, y Yuma Uchida, Riko Fukumoto y Subaru Kimura se unieron a ellos en agosto para dar voz a los personajes originales. Ese mes se reveló el personal involucrado en la producción.
La película se estrenó en Tokio el 9 de noviembre de 2022 y se estrenó en Japón el 25 de noviembre. La película recibió críticas mixtas, y los críticos elogiaron a uno de los personajes originales (Hiiro) y visuales mientras critica cómo se escribió el personaje Rimuru Tempest. Recaudó más de 13 millones de dólares en todo el mundo.

## Sinopsis
Tras su deserción del ejército de Clayman, un ogro anónimo y sus compañeros mercenarios son atacados por un grupo armado, durante el cual el ogro resulta gravemente herido por su líder Yamza. La gente del Reino de Raja lo encuentra y su reina Towa le da el nombre de "Hiiro" para recuperarse de sus heridas. Diez días después de su rescate, Hiiro escapa de Raja para regresar a la Aldea de los Ogros, sólo para encontrarla destruida por los Orcos. Sintiendo venganza contra los Orcos, Hiiro regresa a Raja cuatro días después.
Rimuru, quien recientemente derrotó a Clayman y ha sido reconocido por otros Demon Lords como uno de los suyos, es informado por Souei de un ataque hacia Geld y sus compañeros Orcos. Los Orcos están luchando contra Hiiro y sus dos subordinados Raja, durante lo cual Geld se entera de que Hiiro está buscando venganza contra su raza, por lo que deja caer sus armas y acepta su destino de ser asesinado por él. Sin embargo, Benimaru salva a Geld y apacigua a Hiiro, quien resulta ser su amigo de la infancia. Hiiro se reúne con Benimaru, Shion, Shuna, Hakuro, Souei y Kurobe, y se reconcilia con Geld. Durante una fiesta organizada por Rimuru, Hiiro revela que ha llegado a la Federación Jura Tempest como mensajero de Raja para pedir permiso para cultivar una parte del Gran Bosque Jura para que sirva como fuente de alimento para el reino. Él informa que Towa sufre de Curse Poison, el efecto de usar el poder de su tiara cuando ha purificado un lago lleno de toxinas de las minas de oro. Rimuru decide visitar el reino.
Rimuru, Benimaru, Shion, Shuna y Ranga llegan a Raja. Después de analizar su condición, Rimuru le da a Towa miel de Tempest para que su salud vuelva a estar en buenas condiciones. En el lago, Rimuru le revela a Towa que las toxinas no provienen de las minas. Luego divide el lago en dos para revelar una estructura oculta con un viejo círculo mágico que produce la toxina y la destruye. Estos eventos han enojado a Lacua, el comerciante detrás del envenenamiento, y planea otro caos para ganarse los elogios de la Violeta Primordial. Algún tiempo después, el lago vuelve a ser envenenado, por lo que Towa usa su tiara para purificarlo, lo que provoca que su salud se deteriore. Su empeoramiento hace que un país vecino se aproveche para atacar a Raja y apoderarse del gran oro que el reino extraía antes. Al enterarse de las noticias sobre el reino, Rimuru moviliza a sus aliados, mientras Diablo se dirige a encontrarse con Violet, quien ha creado la tiara y el círculo mágico en el lago.
Lacua engaña a Hiiro para que ingiera un Orbe Maldito, y le dicen que es para transferir el alma de Towa a su cuerpo sano, y él lo alimenta con recuerdos de la destrucción de su aldea para impulsar su transformación. Rimuru persigue a Lacua, mientras Benimaru lucha contra Hiiro y Shuna protege a Towa. Mientras tanto, Diablo se enfrenta a Violet, quien revela que le ha dado la tiara a la anterior reina de Raja como un juego en el que si el poseedor es completamente infligido por el Veneno Maldito, entonces puede apoderarse del cuerpo y renacer físicamente. Después de no poder derrotarlo, Violet acepta los términos de Diablo de dejar a Raja en paz y al mismo tiempo anula el contrato con Towa debido a que Lacua se mezcla con su juego en lugar de solo observar. En Raja, Rimuru derrota a Lacua, mientras que Hiiro logra recuperar el orbe de su cuerpo y se desintegra. Towa usa todo el poder de la tiara para revivirlo, haciendo que su cuerpo quede cubierto por el Veneno Maldito y desaparezca. Sin embargo, Violet le devuelve la vida a Towa después de anular el juego. Durante la celebración, Rimuru ofrece ayuda a los ministros del reino para reconstruir Raja a cambio de que Tempest compre su mineral de hierro. Rimuru regresa a Tempest y la encuentra parcialmente destruida después de que Veldora y Milim jugaron juntos.

## Reparto
| Personaje      | Actor de voz         | Actor de doblaje        |
| -------------- | -------------------- | ----------------------- |
| Rimuru Tempest | Miho Okasaki         | Monserrat Mendoza       |
| Hiiro          | Yuma Uchida          | Pablo Mejía             |
| Towa           | Riko Fukumoto        | Wendy Malvárez          |
| Benimaru       | Makoto Furukawa      | Arturo Cataño           |
| Benimaru       | Makoto Koichi (niño) | Marysol Lobo (niño)     |
| Violet         | Miyu Tomita          | María José Moreno       |
| Lacua          | Subaru Kimura        | Alberto Meléndez        |
| Rafael         | Megumi Toyoguchi     | Circe Luna              |
| Veldora        | Tomoaki Maeno        | Héctor Emmanuel Gómez   |
| Shuna          | Sayaka Senbongi      | Alondra Hidalgo         |
| Shuna          | Sayaka Senbongi      | Paola Echeverría (niña) |
| Shion          | M·A·O                | Marisol Romero          |
| Shion          | M·A·O                | Susana Moreno (niña)    |
| Souei          | Takuya Eguch         | César Garduza           |
| Hakuro         | Hōchū Ōtsuka         | José Luis Orozco        |

## Producción
La cuenta oficial de Twitter de la serie de anime anunció la película al público en septiembre de 2021. La película fue revelado en marzo de 2022 como Gekijoban Tensei Shitara Suraimu Datta Ken: Guren no Kizuna-hen (劇場版 転生したらスライムだった件 紅蓮の絆編). También se confirmó que la película está basada en una historia original redactada por Fuse, que presenta al hermano mayor del personaje Benimaru llamado Hiiro, y un nuevo pequeño país gobernado por una reina anónima y ubicado al oeste de la Jura Tempest Federation llamado Raja. La película está dirigida por Miho Okasaki, Makoto Furukawa, Megumi Toyoguchi, Tomoaki Maeno, Sayaka Senbongi, M·A·O, Takuya Eguchi, Hochū Ōtsuka, Junichi Yanagita, Kanehira Yamamoto, Asuna Tomari, Chikahiro Kobayashi, Taro Yamaguchi, Jun Fukushima y Takahiro Sakurai repetirán sus papeles de la serie de anime. En junio de 2022, Crunchyroll obtuvo la licencia de la película con el título That Time I Got Reincarnated as a Slime: The Movie – Scarlet Bond.
En agosto de 2022, se anunció que Hitoshi Fujima compondría Tensei Shitara Slime Datta Ken: Guren no Kizuna-hen. En septiembre de 2022, se anunció que MindaRyn interpretaría el tema principal de la película titulada "Make Me Feel Better", mientras que también se anunció que True y Stereo Dive Foundation interpretarían las canciones insertadas "Jōka" y "Sparkles", respectivamente.

## Lanzamiento
La película Tensei Shitara Slime Datta Ken: Guren no Kizuna-hen celebró su estreno mundial en Tokio el 9 de noviembre de 2022 y se estrenó en Japón el 25 de noviembre. Una proyección sin barreras de la película, que incluía una descripción de audio para cinéfilos ciegos y con discapacidad visual y subtítulos con subtítulos en japonés para cinéfilos sordos y con problemas de audición, comenzaron el 16 de diciembre de 2022. La película finalizó su presentación en cines el 19 de febrero de 2023.
Crunchyroll proyectó la película en el Reino Unido e Irlanda el 18 de enero de 2023, en Australia el 19 de enero y en Estados Unidos y Canadá el 20 de enero, y en México se estrenó en los cines latinoamericanos el 2 de marzo de 2023 junto con el doblaje latino.